# Океаник (1899)
«Океаник» (англ. RMS Oceanic) — трансатлантический океанский лайнер компании «White Star Line» В первый рейс отправился 6 сентября 1899 года и до 1901 года оставался самым большим кораблём в мире. С началом Первой мировой войны был введён в состав Королевского флота в качестве вспомогательного крейсера.
25 августа 1914 года «Океаник» покинул Саутгемптон для патрулирования вод Фарерских островов и сел на мель 8 сентября 1914 года у острова Фула, Шетландские острова.

## Строительство
Корабль был заложен в январе 1897 года на верфи «Harland and Wolff», где в будущем будут строиться все корабли Уайт Стар, построен под руководством Томаса Исмея, директора и владельца судоходной компании «Oceanic Steam Navigation Company» (официальное название). «Ничего, кроме самого лучшего» — был девиз Исмея, и корабль был построен комфортным и роскошным. Судно был названо в честь компании, «Океаником», и служило его флагманом. «Океаник» превзошёл по длине знаменитый «Грейт Истерн», 40 лет державший рекорд величины судов, и удерживал первенство, пока в 1901 году не был спущен на воду лайнер «Celtic».

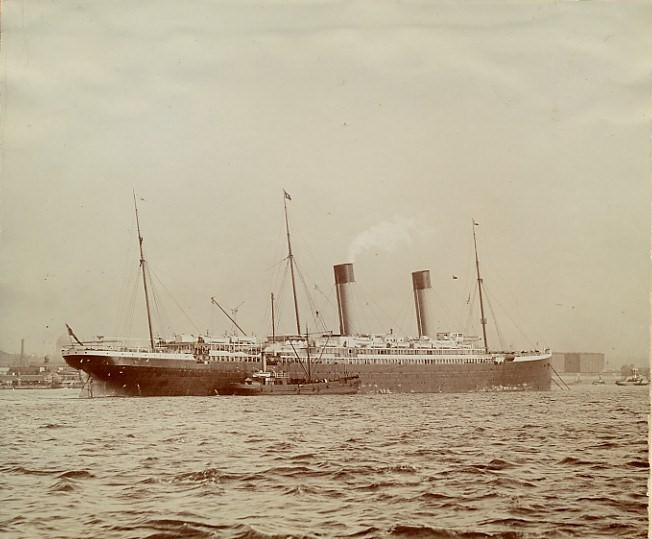
«Океаник» 6 июня 1907 года в Нью-Йорке.

«Океаник», водоизмещением 17,272 тонны, обошёлся компании в 1 миллион фунтов стерлингов. Корпус был спущен на воду для достройки на плаву 14 января 1899 года, на церемонии присутствовало более 1000 приглашённых гостей, включая маркиза Дафферина, герцога Аберкона и лорда Лондондерри.
Капитанский мостик был интегрирован с надстройкой, что давало хороший обзор. Эта конструктивная особенность была исключена из следующей «Большой четвёрки» кораблей Уайт Стар: «Седрик», «Celtic», «Балтик» и «Адриатик».
«Океаник» брал на борт 1700 пассажиров и 349 членов экипажа. В своей книге «Титаник и другие корабли», Чарльз Лайтоллер писал, что для него было честью служить на этом корабле.

## Карьера

### Происшествия
В 1901 году, в условиях сильного тумана «Океаник» протаранил и затопил лайнер «SS Kincora» компании «Waterford Steamship Company». Погибло 7 человек.
В 1905 году на судне вспыхнул мятеж, в результате чего было арестовано и осуждено 35 кочегаров.
В 1912 году, после отплытия «Титаника» из порта, «Океаник» помог предотвратить его столкновение с лайнером «Нью-Йорк», у которого лопнули швартовы из-за эффекта «присасывания».

### Первая мировая война
Вскоре после начала Первой мировой войны лайнер был реквизирован британским адмиралтейством. Корабль оснастили 4,7 дюймовым орудием. 8 августа 1914 года «Океаник» был введён в состав морского флота. 25 августа 1914 года судно отправилось из Саутгемптона в двухнедельное морское патрулирование вод Фарерских и Шетландских островов. Крейсер был уполномочен осматривать груз и персонал потенциальных немецких кораблей.
«Океаник» направился в Скапа-Флоу на Оркнейских островах, далее он продолжал двигаться на север к Шетландским островам, непрерывно совершая зигзагообразные маневры с целью обхода немецких субмарин. Это трудное маневрирование требовало чрезвычайно точной навигации, особенно с таким большим судном.

### Гибель
8 сентября 1914 года корабль сел на мель недалеко от острова Фула. Через три недели «Океаник» разломился и окончательно затонул во время шторма.